# Каличяк, Юлиус
Юлиус Каличяк (словац. Július Kaličiak; 10 июля 1921, Малинец — 2 октября 1984, Братислава) — деятель движения Сопротивления в Чехословакии.

## Биография
Родился 10 июля 1921 года в городе Малинец (ныне Банскобистрицкий край, Словакия). Родители — Йозеф Каличяк и Марта Каличякова (в девичестве Сивокова). До войны работал разнорабочим: чаще кузнецом и слесарем. Позднее вошёл в административный персонал.
Во время Второй мировой войны примкнул к партизанскому движению, состоял во 2-й чехословацкой партизанской бригаде имени Милана Растислава Штефаника (позднее боевой группе «Жингор»). После раскрытия брошен в 1944 году в тюрьму в Банске-Бистрице. Во время боёв был тяжело ранен.
После освобождения был кадровым референтом на Гражданском строительстве в Банске-Бистрице (1958), а позднее работал на чехословацком автозаводе в ремонтном отделе. С 1969 года инвалид, на пенсии. Оставил мемуары «Я пережил смерть».
За свою деятельность в годы Второй мировой войны в 1945 году награждён Орденом Словацкого национального восстания 1 степени, Чехословацким военным крестом 1939 года; в 1946 году награждён медалями «За храбрость перед врагом» и «За заслуги».